# الکساندر لوبوتسکی
الکساندر مارکوویچ لوبوتسکی (به روسی: Александр Маркович Лубоцкий)  (متولد 16 آوریل 1956) معروف به ساشا لوبوتسکی (به انگلیسی: Sasha Lubotsky) زبان‌شناس روسی-دانمارکی است که متخصص دز مطالعات زبان‌های هندو-ایرانی است. او سرویراستار پروژه فرهنگ ریشه‌شناسی هند و اروپایی دانشگاه لیدن است. 
او استاد بازنشسته زبان‌شناسی تطبیقی هندواروپایی دانشگاه لیدن است.
در سال 2011، او کتاب «واژگان ارثی هند و آریایی»، فهرستی از واژه‌های قدیمی هند و آریایی به‌همراه شکل‌های نیاکان اولیه هندوایرانی آنها منتشر کرده است.

## منبع
- مشارکت‌کنندگان ویکی‌پدیا. «Alexander Lubotsky». در دانشنامهٔ ویکی‌پدیای انگلیسی، بازبینی‌شده در ۲۰۲۴-۰۸-۲۸.